# Landkreis Gladbach
Der Landkreis Gladbach, bis 1888 Kreis Gladbach, war vom 24. April 1816 bis zum 1. August 1929 ein Landkreis im Regierungsbezirk Düsseldorf in der preußischen Rheinprovinz. Er umfasste Teile der heutigen Städte Mönchengladbach, Viersen, Willich und Korschenbroich. Der Landrat hatte seinen Sitz in der Stadt Gladbach. 1888 wurde die damals München-Gladbach genannte Stadt aus dem Kreis ausgegliedert und bildete einen eigenen Stadtkreis. 1907 entstand der Stadtkreis Rheydt.

## Verwaltungsgeschichte
Nach seiner Gründung im Jahre 1816 setzte sich der Kreis zunächst aus den Bürgermeistereien Dahlen, Gladbach, Kleinenbroich, Klein-Kempen, Korschenbroich, Liedberg, Obergeburth, Oberniedergeburth, Odenkirchen, Rheydt, Schelsen, Schiefbahn, Unterniedergeburth und Viersen zusammen. Die Bürgermeistereien waren die direkten Nachfolger der in der Franzosenzeit eingerichteten Mairien.
Die Bürgermeisterei Klein-Kempen wurde 1819 in den benachbarten Kreis Krefeld umgegliedert; gleichzeitig wechselte die Bürgermeisterei Neersen aus dem Kreis Krefeld in den Kreis Gladbach. Im Jahre 1835 wurde die Verwaltungsstruktur rund um die Stadt München-Gladbach umfassend reformiert:
- Aus Teilen der Bürgermeisterei Gladbach wurde die neue Bürgermeisterei Hardt gebildet.
- Die Bürgermeisterei Obergeburth wurde in die Bürgermeisterei Gladbach eingegliedert.
- Aus der Bürgermeisterei Unterniedergeburth und einem Teil der Bürgermeisterei Oberniedergeburth wurde die neue Bürgermeisterei Neuwerk gebildet.
- Der übrige Teil der Bürgermeisterei Oberniedergeburth kam zur Bürgermeisterei Gladbach.

Durch die Gemeindeordnung für die Rheinprovinz erhielten 1845 alle Orte, die einen eigenen Haushalt führten, den Status einer Gemeinde. Die Stadt München-Gladbach erhielt 1859 die Rheinische Städteordnung. Daneben bestand in der Landbürgermeisterei München-Gladbach noch die Gemeinde Obergeburth fort. Dahlen wurde 1878 in Rheindahlen umbenannt. Der Kreis war seitdem wie folgt gegliedert:
| Bürgermeisterei       | Städte und Gemeinden                        |
| --------------------- | ------------------------------------------- |
| Hardt                 | Hardt                                       |
| Kleinenbroich         | Kleinenbroich                               |
| Korschenbroich        | Korschenbroich, Pesch                       |
| Liedberg              | Liedberg                                    |
| München-Gladbach      | München-Gladbach (Stadt)                    |
| München-Gladbach-Land | Obergeburth (ab 1907 München-Gladbach-Land) |
| Neersen               | Neersen                                     |
| Neuwerk               | Neuwerk                                     |
| Odenkirchen           | Odenkirchen (Stadt)                         |
| (Rhein-)dahlen        | Rheindahlen (Stadt)                         |
| Rheydt                | Rheydt (Stadt)                              |
| Schelsen              | Giesenkirchen, Schelsen                     |
| Schiefbahn            | Schiefbahn                                  |
| Viersen               | Viersen (Stadt)                             |

1888 schied die Stadt München-Gladbach aus dem Kreis aus und bildete einen eigenen Stadtkreis. Der Kreis Gladbach hieß seitdem Landkreis Gladbach. Rheydt wurde am 1. April 1907 kreisfreie Stadt und schied ebenfalls aus dem Landkreis aus. Die Gemeinde Obergeburth wurde am 15. Juli 1907 in München-Gladbach-Land umbenannt. Am 1. August 1921 wurden die Gemeinden München-Gladbach-Land, Neuwerk und Rheindahlen mit der Stadt München-Gladbach vereinigt.
Mit dem Gesetz über die kommunale Neugliederung des rheinisch-westfälischen Industriegebietes vom 1. August 1929 wurde der Landkreis Gladbach aufgelöst:
- Giesenkirchen, Hardt, Odenkirchen und Schelsen wurden mit den kreisfreien Städten München-Gladbach und Rheydt zur kreisfreien Stadt Gladbach-Rheydt vereinigt.
- Viersen wurde ein eigener Stadtkreis.
- Kleinenbroich, Korschenbroich, Liedberg und Pesch kamen zum Landkreis Grevenbroich-Neuß.
- Schiefbahn und Neersen kamen zum Landkreis Kempen-Krefeld.

Die Stadt Gladbach-Rheydt wurde bereits 1933 wieder aufgelöst und in die beiden kreisfreien Städte München-Gladbach und Rheydt getrennt.

## Einwohnerentwicklung
| Jahr   | Einwohner |
| ------ | --------- |
| 1816   | 41.121    |
| 1835   | 48.807    |
| 1871   | 73.820    |
| 1880   | 86.098    |
| 1900 1 | 127.899   |
| 1910 1 | 121.333   |
| 1925 1 | 81.075    |

## Landräte
- 1816–1833: Franz Gottfried von Maercken (1768–1833)
- 1833–1850: Joseph Anton van der Straeten (1776–1863)
- 1850–1853: Franz Heinrich Rumschöttel (1795–1853)
- 1853–1859: Gustav von Wissmann (1822–1897)
- 1859–1870: Ernst Otto Schubarth
- 1870–1871: Johannes Kiesel (1844–1892) (Kreisdeputierter und Referendar)
- 1871–1873: Louis Alexander Simons
- 1873–1881: Tonio Bödiker (1843–1907)
- 1881–1895: Eduard Schmitz (1838–1895)
- 1895–1919: Rudolf von Bönninghausen (1861–1929)
- 1919–1920: Hermann Bresgen (1883–1955) (kommissarisch)
- 1920–1929: Joseph Jörg (1874–1958)